# Стематография

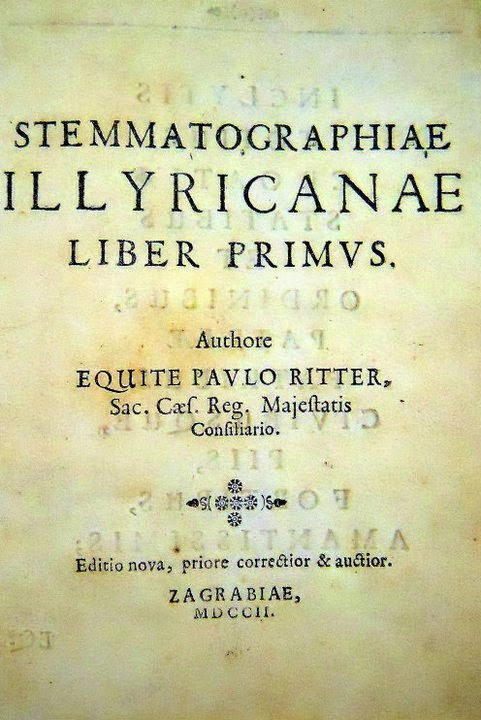
Обложка 2-го издания (1702).

Стематография, или Эскиз, описание и возрождение иллирийских гербов (лат. Stemmatografia sive Armorum Illiricorum delineatio, descriptio et restitutio) — книга о геральдике, написанная и проиллюстрированная Павао Риттером Витезовичем и впервые опубликованная в 1701 году.

## История публикации
Первое издание было опубликовано в 1701 году, скорее всего, в Вене, но место печати точно неизвестно. Второе издание было опубликовано Витезовичем в Загребе в 1702 году. В предисловии ко второму изданию он отмечает, что «первое издание было напечатано и опубликовано во многих номерах, было продано, и к нему проявили большой интерес, что привело к публикации второго издания работы». Эта книга считается одной из самых известных работ Витезовича.

## Описание
Оригинальный труд содержит в общей сложности 56 гербов из различных земель, нарисованных Витезовичем, которые расположены в алфавитном порядке. Каждая страница книги содержит гравировку герба, название и два двустишия на латыни, описывающих герб. Описываются территории от Московского государства, до Польши, Австрии, Иллирии, Албании и Турции. Книга содержит исторические, вымышленные и современные гербы, включая гербы бывших римских провинций. При создании своей работы Витезович использовал различные источники, такие как печати, монеты и каменные памятники. В конце «Стематографии» он приводит краткое описание каждого герба.
Сам Витезович заявлял, что намерен раскрыть каждый отдельный герб каждого королевства, провинции, знатного города и крепости Иллирии, а также их обычаи, характер и отношения кланов. Он намеревался издать отдельную книгу с подробным описанием всех дворянских родов, включая тех, кто происходит от них в других европейских землях.

## Издание Христофора Жефаровича
Спустя сорок лет после выхода её оригинального издания, книга была переведена монахом Христофором Жефаровичем на славяносербский язык по приказу сербского патриарха Арсения IV Йовановича. Медные гравюры гербов были выполнены молодым венским художником Томасом Мессмером. По словам Иво Банака, это издание оказало сильное влияние на развитие геральдики в Болгарии, Сербии и Румынии. Эта книга также считается первой «сербской книгой», опубликованной в XVIII веке.

## Галерея

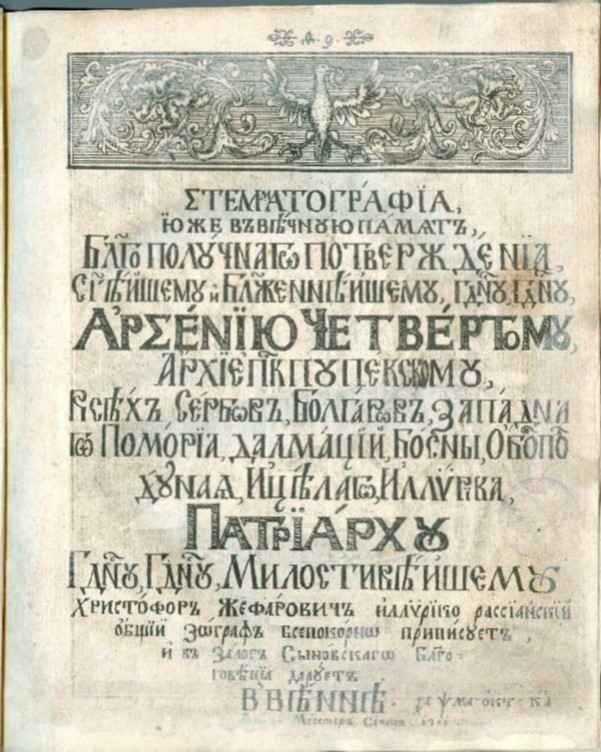
Заголовок страницы переведённого издания 1741 года
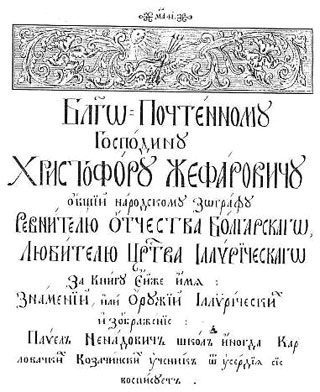
Страница из того же издания
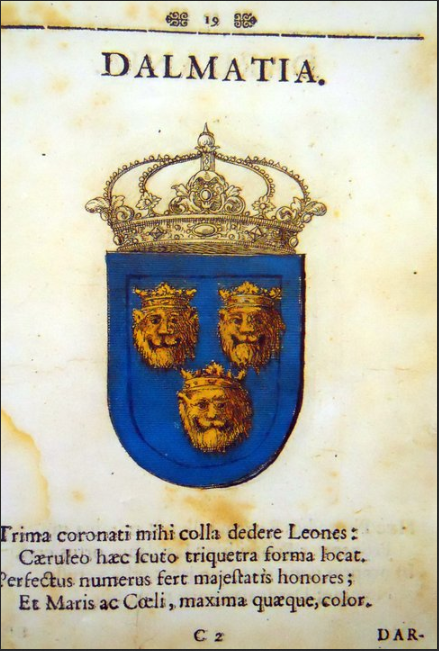
Герб Далмации
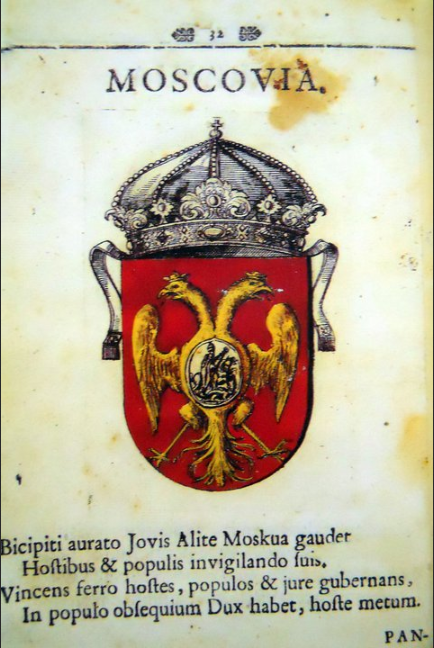
Герб Москвы
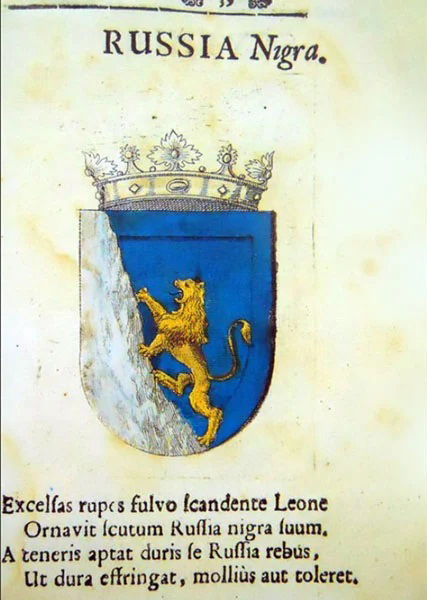
Герб Галицкой Руси
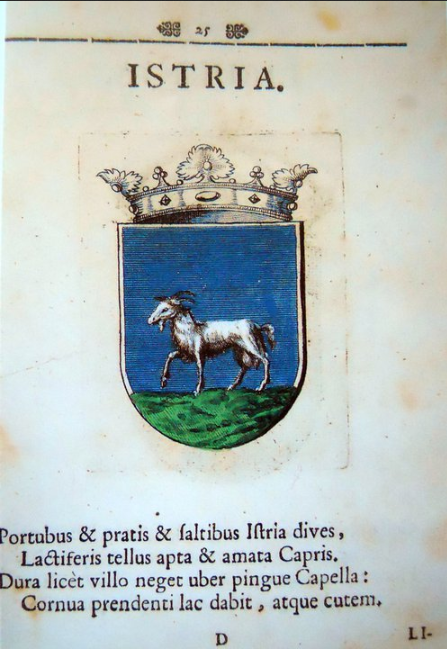
Герб Истрии
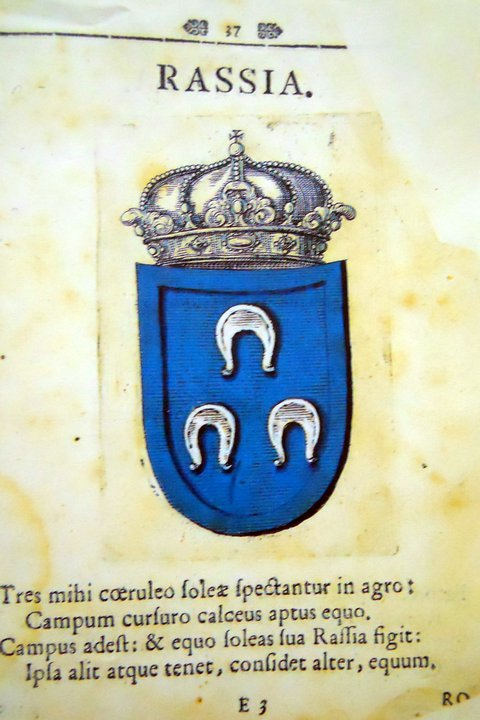
Герб Рассии
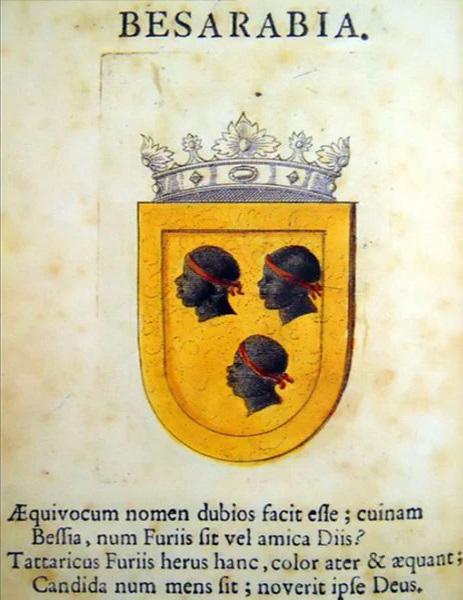
Герб Бессарабии (Буджак)
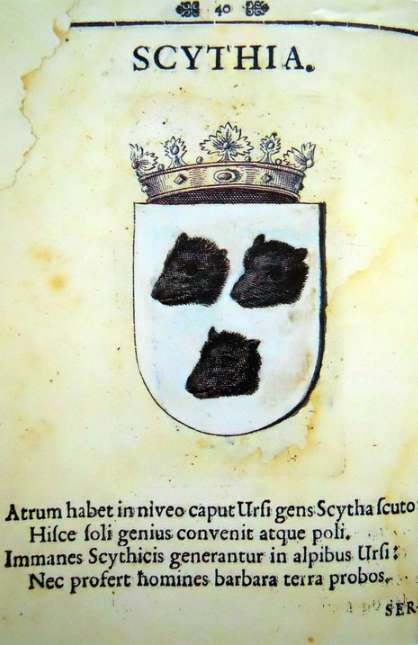
Герб Скифии
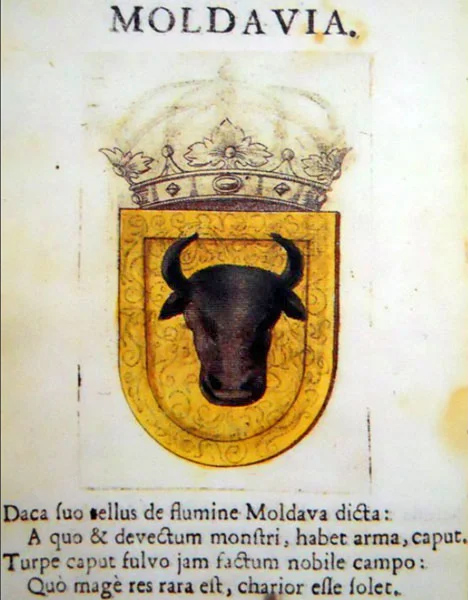
Герб княжества Молдавия
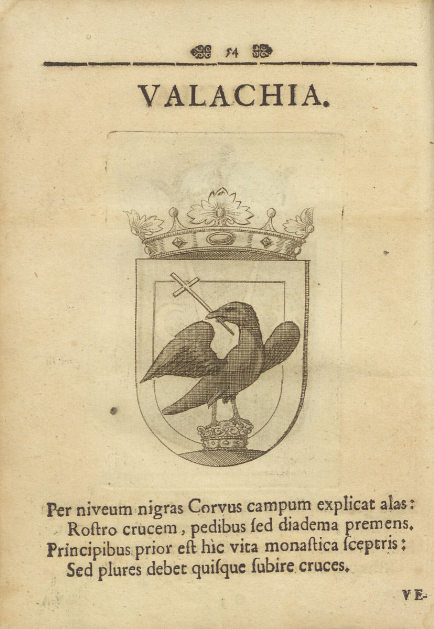
Герб Княжества Валахия
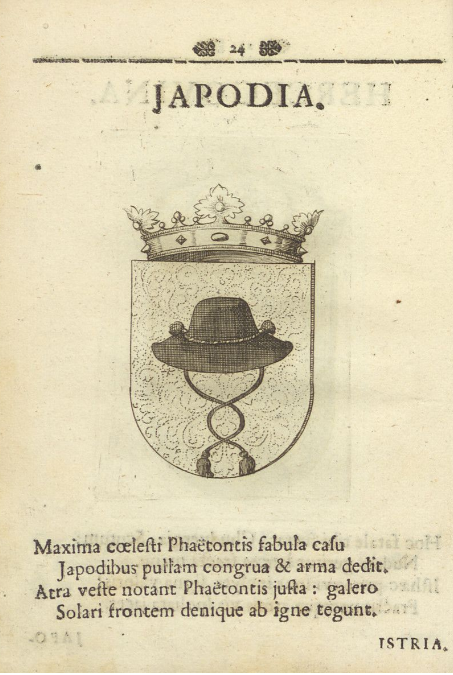
Герб Яподия
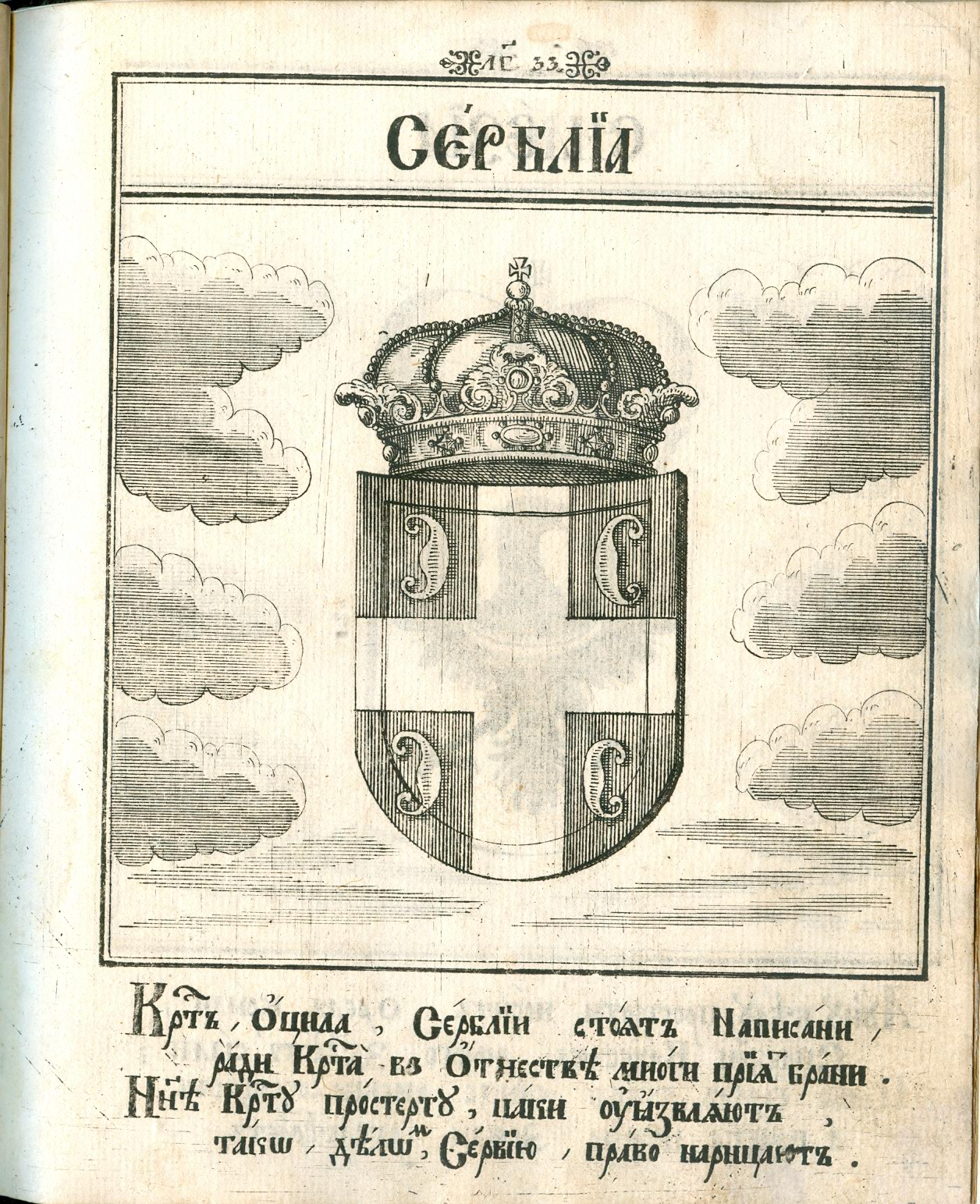
Герб Сербии
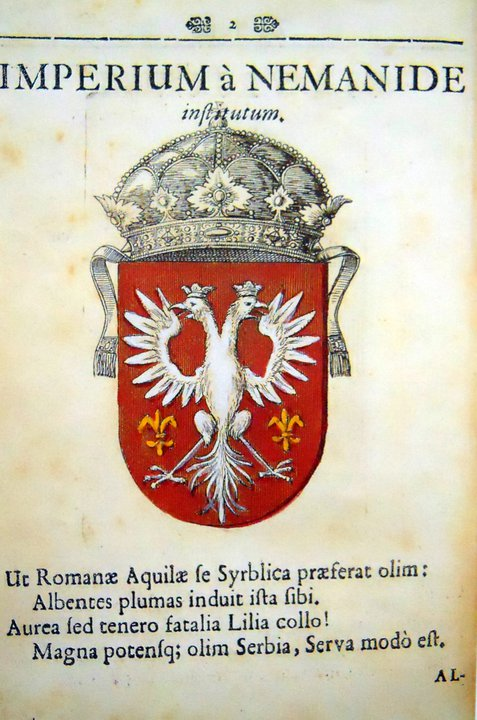
Герб Неманьичей
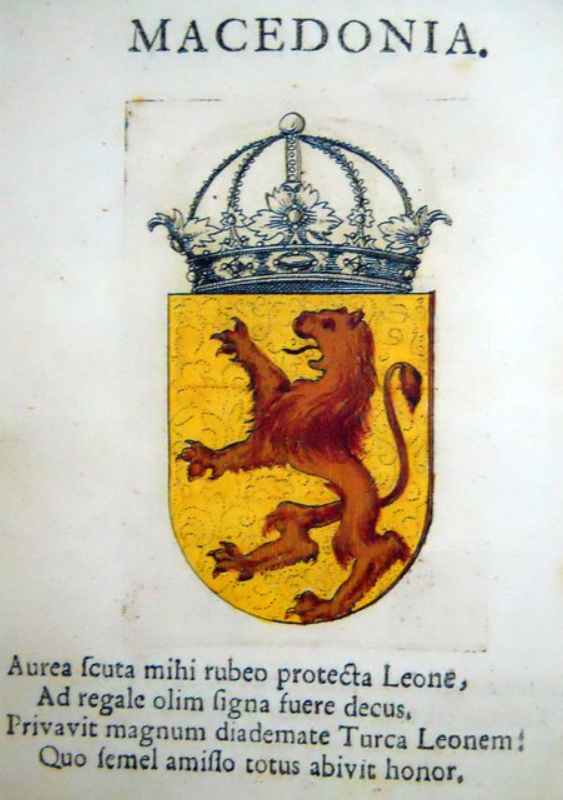
Герб Македонии
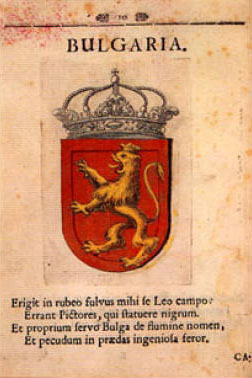
Герб Болгарии
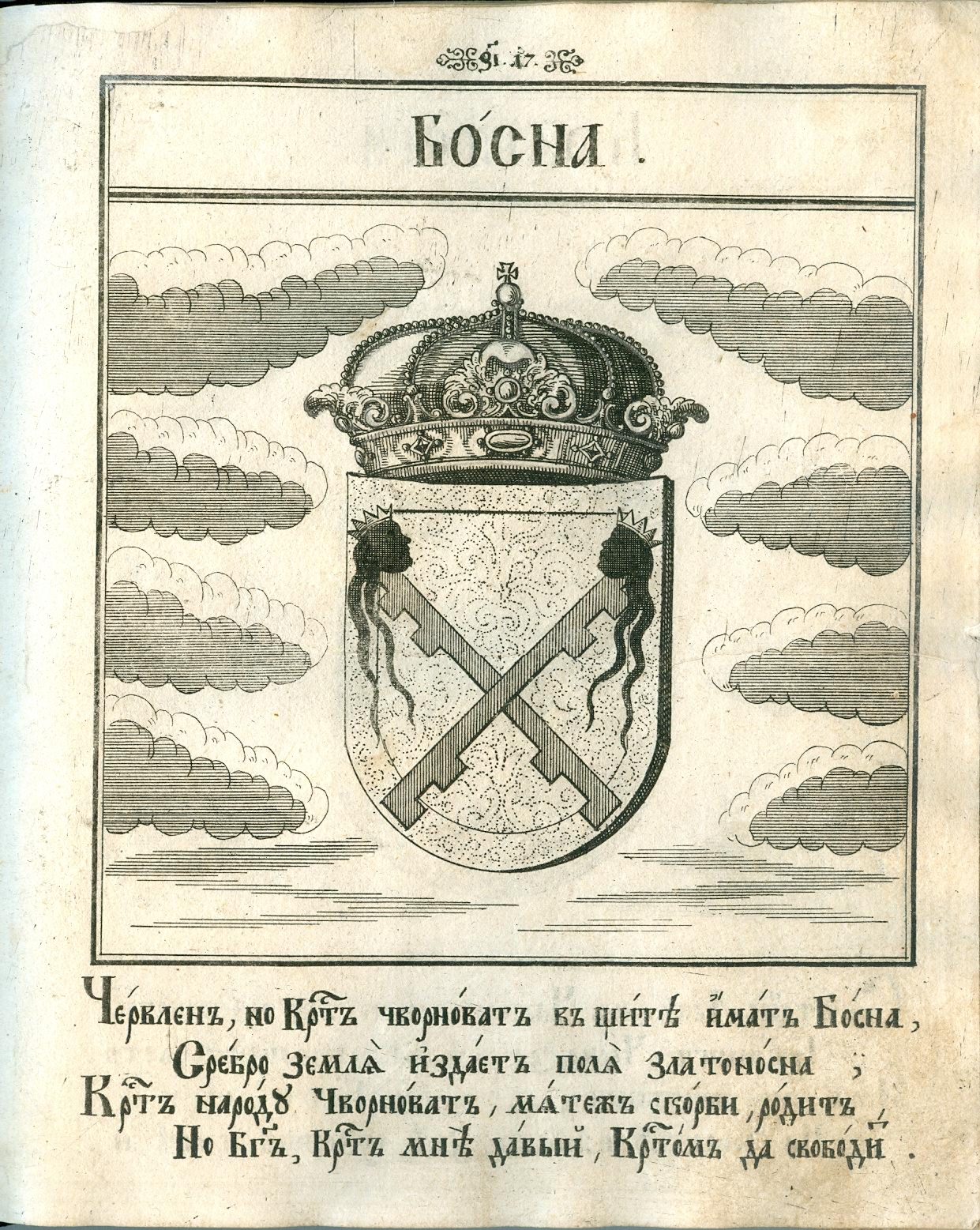
Герб Боснии